# Dorfkirche Bremsnitz

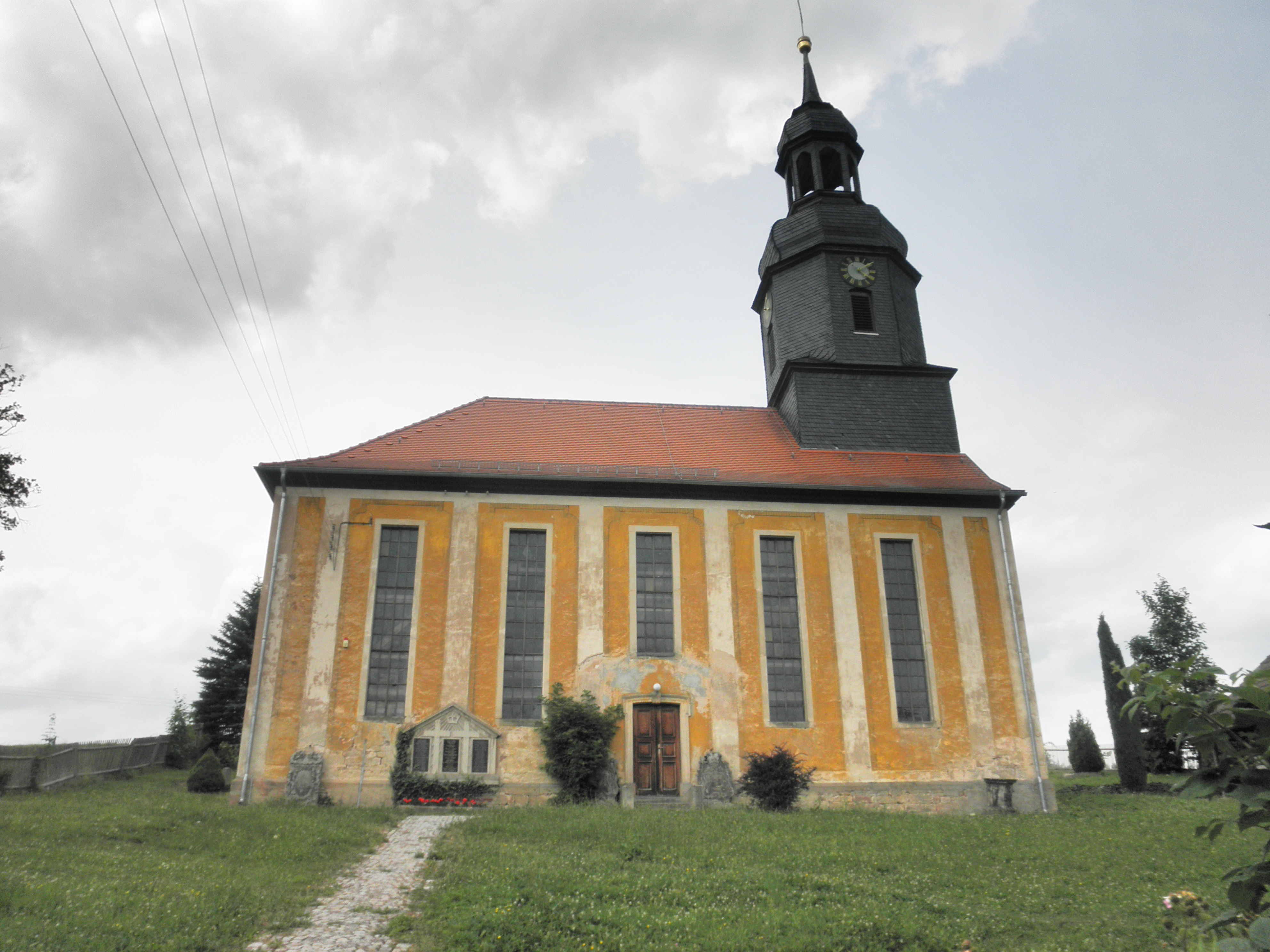
Kirche in Bremsnitz

Die evangelische Dorfkirche Bremsnitz steht in der Gemeinde Bremsnitz im Saale-Holzland-Kreis in Thüringen. Sie gehört zum Pfarrbereich Ottendorf im Kirchenkreis  Eisenberg der Evangelischen Kirche in Mitteldeutschland.

## Lage
Die höhergelegene Dorfkirche befindet sich am östlichen Ende des Dorfes westlich der Straße mitten im Gottesacker.

## Geschichte
1787 wurde die Saalkirche mit östlichem Dachturm im klassizistischen Stil an Stelle einer Vorgängerkirche erbaut. Am 25. Mai 1830 schädigte ein Blitzschlag die Orgel. 1887 erfuhr sie eine Generalreparatur. 1978 wurde auf Kosten des Rentners Gottwald Schmidt die Turmkugel, die Turmfahne nebst Knauf und Ziffern der Uhr vergoldet.

## Das Kirchenschiff
Der Innenraum besitzt eine barocke Grundform im frühklassizistischen Charakter. Der Kanzelaltar steht im Osten und die Orgel im Westen des Kirchenschiffes. Die Orgel wurde von Carl Friedrich Poppe d. Ä. aus Roda erbaut. Die Orgel ist raumbestimmend. Die Stuckdecke erinnert an ein sächsisches Wappen. Der Mittelschrein stammt aus der alten Kirche und hat einen spätgotischen Flügelaltar. Franz Geringswalde aus Altenburg schuf die drei Figuren Barbara, Hieronymus und Katharina. Von 1475 stammt die Glocke. 1968 wurde eine zweite Glocke angeschafft.

## Renovierungen
- 1982 Außenfassade und Winterkirche
- 2001 Kirchendach neu eingedeckt
- 2008 Stuckdecke neu angebracht[1]